# Alain Plenel
Pour les articles homonymes, voir Plenel.
Alain Plenel, né le 4 août 1922 à Lannion (Côtes-d'Armor) et mort le 18 novembre 2013 à Lausanne (Suisse), est un fonctionnaire français de l'éducation nationale qui a occupé le poste de vice-recteur de la Martinique de 1955 à 1960.
Ses prises de position et ses engagements à la suite des émeutes de décembre 1959 à Fort-de-France lui valent des rétorsions de la part des autorités ainsi qu'une certaine reconnaissance en Martinique. Il est le père du journaliste Edwy Plenel.

## Biographie
Né le 4 août 1922 dans la commune bretonne de Lannion, Alain Plénel est le fils d'un représentant de commerce catholique et radical. Après des études à Rennes chez les eudistes et l'obtention d'un bac littéraire au lycée de Rennes en 1940, il obtient en 1946 une agrégation de géographie.
Il mène ensuite une carrière dans la fonction publique qui l'amène aux Caraïbes, où il obtient le poste d'Inspecteur d’académie avant d'être nommé le 24 mai 1955 au vice-rectorat de la Martinique, alors placé sous l'autorité du recteur de l’académie de Bordeaux.
Il y écrit un rapport intitulé « Le problème de la jeunesse martiniquaise est critique ».

### La fusillade de Fort de France
Le 20 décembre 1959, des émeutes à caractère racial éclatent à Fort-de-France à la suite d’une altercation entre un automobiliste métropolitain et un motocycliste martiniquais. L'évènement occasionne la mort de trois jeunes gens, tués par des balles policières qui crée un vif émoi.
Le vice-recteur Plenel assiste aux obsèques de Christian Marajo, la plus jeune des victimes, âgée de 15 ans, dont il prononce l’éloge funèbre. Peu après, lors d’une cérémonie d’inauguration d’école au Morne-Rouge, il évoque les émeutes et les victimes en faisant un parallèle entre les émeutiers de la révolution française de juillet 1830 et ceux  décembre 1959 en évoquant « les Trois Glorieuses » et proposant, à la suite du maire, de baptiser l'école du jeune élève.
Dans un contexte fortement marqué par la crise algérienne, ces déclarations sont perçues par le pouvoir gaulliste, et le préfet local Jean Parsi, comme autant d'encouragements à l’agitation anticolonialiste. Alain Plenel est convoqué en Métropole par sa hiérarchie et quitte la Martinique le 30 janvier 1960 suscitant une forte mobilisation d'enseignants, d'élèves et de parents en sa faveur. Le 19 février 1960, une grève de l'Éducation nationale en soutien au vice-recteur est organisée en Martinique et suivie par 92% des enseignants, suivant la préfecture.

### Retour en Hexagone
Le Ministère de l’Éducation le nomme à l'Institut pédagogique national à Paris, où il a la charge de la Radio Télévision Scolaire mais sa hiérarchie lui interdit alors l'accès au territoire martiniquais,, une décision ouvrira la voie à plusieurs procès à la cour d'appel de Paris,.
Il milite avec Aimé Césaire, Rosan Girard et Édouard Glissant en France pour la constitution du Front Antillo-Guyanais sur l’Autonomie (FAGA) qu'il co-fonde avec Glissant, Marcel Manville, Paul Niger et Cosnay Marie-Joseph. Le FAGA tient congrès en avril 1961, mais est dissous par décret présidentiel  en juillet de la même année. En 1963, il témoigne au procès des étudiants de l'Organisation de la Jeunesse Anticolonialiste de la Martinique (OJAM), et, entre juin 1963 et septembre 1965, publie dans Les Temps Modernes plusieurs articles critiques sur la politique française dans les Départements d’Outre-mer.
Le 12 février 1965, un décret présidentiel paraît au Journal Officiel qui met fin à ses fonctions d'inspecteur d’académie. Son recours contre ce décret est rejeté par le Conseil d'État mais il est finalement réhabilité en 1982, avant de prendre sa retraite trois ans plus tard.
Il meurt d'un infarctus le 18 novembre 2013 à Lausanne, à l'âge de 91 ans. Il est crématisé le 21 novembre.

## Hommages
L’école de Fond Marie-Reine, à Morne-Rouge, est rebaptisée « école Alain-Plenel » le 3 décembre 2016.

## Distinctions
Alain Plenel a reçu plusieurs distinctions :
- Prix Carbet de la Caraïbe 2009[20]
- Commandeur des Palmes académiques.
- Citoyen d'honneur de la Nouvelle-Orléans